# Jabalíes (FAA)
Jabalíes es un equipo de football americano de Argentina. Creado en el año 2005 forma parte de la Liga Football Americano Argentina.
Han conseguido los títulos de 2006, 2018, 2019 y 2022 tras consagrarse en el Tazón Austral II, XIV XV y XVI, este último derrotando por 3.ª vez consecutiva a Corsarios (FAA)  por 34 a 6 obteniendo así la quinta estrella en la historia, el cuarto consecutivo para el combinado albirrojo, incluyendo el Torneo de Primavera 2021, el cual derrotó a Cruzados Football americano por 24 a 10 el cual marcó el regreso a la actividad luego de la Pandemia por COVID-19.

## Historia
La conformación de los distintos planteles se obtiene de la página oficial de la liga.
2005
Franquicias
Draft
1. Jaén, Ciro
2. Flores Goulart, Darwin
3. González, Gabriel
4. Benavoli, Arnold
5. Tevez, Paolo

Plantel
1. Benavoli, Arnold
2. Sturniolo, Emiliano
3. Flores Goulart, Darwin
4. González, Gabriel
5. Jaén, Ciro
6. Romero, Viviano
7. Tevez, Paolo

2006
Franquicias
1.Córdoba, Alejo Nicolas
Draft
1. Spada, Martín
2. Romero Prandi, Patricio
3. Laphitz, Carlos
4. Martucci, Matías
5. Chapov, Diego

Plantel
1. Benavoli, Arnold
2. Laphitz, Carlos
3. Spada, Martín
4. Chapov, Diego
5. Llano, Federico
6. Flores Goulart, Darwin
7. Córdoba, Alejo Nicolas
8. Martucci, Matías
9. Sturniolo, Emiliano
10. González, Gabriel
11. Romero, Viviano
12. Jaén, Ciro
13. Romero Prandi, Patricio
14. Tevez, Paolo

2007
Franquicias
1. Medici, Nelson

Draft
1. Buenamaison, Federico
2. Ricagno, Maximiliano

Plantel
1. Buenamaison, Federico
2. González, Gabriel
3. Martucci, Matías
4. Rozas, Sebastian
5. Chapov, Diego
6. Jaén, Ciro
7. Medici, Nelson
8. Schwarztman, Federico
9. Córdoba, Alejo
10. Laphitz, Carlos
11. Ricagno, Maximiliano
12. Spada, Martín
13. Coppia Maglione, Gonzalo
14. Llano, Federico
15. Romero, Viviano
16. Sturniolo, Emiliano
17. Flores Goulart, Darwin
18. Marti, Pablo
19. Romero Prandi, Patricio
20. Verdeau, Federico

2008
Franquicias
1. Lettieri, Luciano
2. Lettieri, Francisco

Draft
1. De Negri, Martín
2. Gallo Arenzon, Tomás

Plantel
1. Buenamaison, Federico
2. Flores Goulart, Darwin
3. Lettieri, Francisco
4. Ricagno, Maximiliano
5. Chapov, Diego
6. Gallo Arenzon, Tomás
7. Lettieri, Luciano
8. Romero, Viviano
9. Córdoba, Alejo
10. Jaén, Ciro
11. Martucci, Matías
12. Romero Prandi, Patricio
13. Coppia Maglione, Gonzalo
14. Laphitz, Carlos
15. Medici, Nelson
16. Schwarztman, Federico
17. De Negri, Martín
18. Llano, Federico
19. Palavecino, Juan Manuel
20. Spada, Martín

2009
Franquicias
1. Álvarez, Gonzalo
2. Carzul Maldonado, Hoswald
3. Fernandez Castiñeiras, Rodrigo
4. Tejerina, Rafael
5. Vitale, Ignacio
6. Vricela, Sebastian

Draft 
1. Lande, Dan
2. Kritzler, Alan
3. Rios, Pablo

Plantel
1. Álvarez, Gonzalo
2. De Negri, Martín
3. Kritzler, Alan
4. Martucci, Matías
5. Romero Prandi, Patricio
6. Vitale, Ignacio
7. Buenamaison, Federico
8. Fernandez Castiñeiras, Rodrigo
9. Laphitz, Carlos
10. Medici, Nelson
11. Schwarztman, Federico
12. Carzul Maldonado, Hoswald
13. Flores Goulart, Darwin
14. Llano, Federico
15. Ricagno, Maximiliano
16. Spada, Martín
17. Córdoba, Alejo
18. Gallo Arenzon, Tomás
19. Lettieri, Francisco
20. Rios, Pablo
21. Sturniolo, Emiliano
22. Coppia Maglione, Gonzalo
23. Jaén, Ciro
24. Lettieri, Luciano
25. Romero, Viviano
26. Tejerina, Rafael
27. Vricela, Sebastian

2010
Franquicias
1. Estévez, Fernando
2. Galeano, Fernando
3. Lescano, Nicolas

Draft 
1. Rodriguez, Leonardo

Transferencia 
1. Sesto, Juan Manuel

Plantel
1. Álvarez, Gonzalo
2. Lescano, Nicolas
3. Kritzler, Alan
4. Martucci, Matías
5. Romero Prandi, Patricio
6. Vitale, Ignacio
7. Buenamaison, Federico
8. Fernandez Castiñeiras, Rodrigo
9. Laphitz, Carlos
10. Medici, Nelson
11. Schwarztman, Federico
12. Carzul Maldonado, Hoswald
13. Flores Goulart, Darwin
14. Llano, Federico
15. Ricagno, Maximiliano
16. Spada, Martín
17. Córdoba, Alejo
18. Gallo Arenzon, Tomás
19. Lettieri, Francisco
20. Rios, Pablo
21. Sturniolo, Emiliano
22. Coppia Maglione, Gonzalo
23. Jaén, Ciro
24. Galeano, Fernando
25. Romero, Viviano
26. Estévez, Fernando
27. Vricela, Sebastian

2011
Franquicias
Draft
Plantel
2012
Franquicias
1. Isa, Jorge Danie
2. Castaño Galvis, Cristian Gonzalo
3. Lorato, Federico
4. González Martinez, Federico
5. Fernandez Castiñeiras, German

Draft
1. Chames, Julián
2. Alzate Velasquez, Juan

Plantel
1. Gallo Arenzon, Tomas
2. Córdoba, Alejo Nicolas
3. Vitale, Ignacio
4. Martucci, Matias
5. Urrutia, Juan
6. Coppia Maglione, Gonzalo Nahuel
7. Lettieri, Luciano
8. Isa, Jorge Daniel
9. Sesto, Juan Manuel
10. Flores Goulart, Darwin
11. Latronico, Damian
12. Medici, Nelson
13. Chames, Julián
14. Romero, Viviano
15. Castaño Galvis, Cristian Gonzalo
16. Fernandez Castiñeiras, Rodrigo
17. Alzate Velasquez, Juan
18. Lorato, Federico
19. Álvarez, Gonzalo
20. Gonzalez Martinez, Federico
21. Kritzer, Alan
22. Lescano, Nicolas
23. Romero Prandi, Patricio Carlos
24. Fernandez Castiñeiras, German

2013
Franquicias
1. Custidiano, Leonardo
2. Grois, Tomas
3. Fittipaldi, Patricio
4. Pellechia, Franco Martín
5. Raymond, Stephen
6. Dominguez, Lucas
7. Tubert, Esteban
8. Poppe, Tomas
9. Nuñez Videla, Diego

Draft
Transferencia 
1. Bonomo, Alejandro

Plantel
1. Gallo Arenzon, Tomas
2. Bonomo, Alejandro
3. Córdoba, Alejo Nicolas
4. Lettieri, Luciano
5. Martucci, Matias
6. Fittipaldi, Patricio
7. Castaño Galvis, Cristian Gonzalo
8. Sesto, Juan Manuel
9. Custidiano, Leonardo
10. Grois, Tomas
11. Flores Goulart, Darwin
12. Pellechia, Franco Martín
13. Lande, Dan
14. Raymond, Stephen
15. Medici, Nelson
16. Dominguez, Lucas
17. Romero, Viviano
18. Chames, Julián
19. Fernandez Castiñeiras, Rodrigo
20. Alzate Velasquez, Juan
21. Tubert, Esteban
22. Álvarez, Gonzalo
23. Gonzalez Martinez, Federico
24. Kritzer, Alan
25. Lescano, Nicolas
26. Romero Prandi, Patricio Carlos
27. Poppe, Tomas
28. Fernandez Castiñeiras, German
29. Laphitz, Carlos Francisco

2014
Franquicias
1. Sánchez Juárez, Sebastián
2. Caferatta, Nicolás

Draft
Plantel
1. Gallo Arenzon, Tomas
2. Bonomo, Alejandro
3. Córdoba, Alejo Nicolas
4. Vitale, Ignacio
5. Lettieri, Luciano
6. Martucci, Matias
7. Caferatta, Nicolás
8. Fittipaldi, Patricio
9. Castaño Galvis, Cristian Gonzalo
10. Sesto, Juan Manuel
11. Nuñez Videla, Diego
12. Grois, Tomas
13. Flores Goulart, Darwin
14. Pellechia, Franco Martín
15. Lande, Dan
16. Raymond, Stephen
17. Latronico, Damian
18. Medici, Nelson
19. Dominguez, Lucas
20. Romero, Viviano
21. Fernandez Castiñeiras, Rodrigo
22. Alzate Velasquez, Juan
23. Álvarez, Gonzalo
24. Kritzer, Alan
25. Fernández Castiñeiras, German
26. Sánchez Juárez, Sebastián

2015
Franquicias
1. Garcia Tuñon, Nicolas
2. Navarro, Alejo
3. Anzevino, Ignacio

Draft
1. Jaikin, Axel

Plantel
1. Gallo Arenzon, Tomas
2. Bonomo, Alejandro
3. Córdoba, Alejo Nicolas
4. Lettieri, Luciano
5. Caferatta, Nicolás
6. Fittipaldi, Patricio
7. Pérez Muñoz, Yadir
8. Sesto, Juan Manuel
9. Nuñez Videla, Diego
10. Grois, Tomas
11. Flores Goulart, Darwin
12. Pellechia, Franco Martín
13. Lande, Dan
14. Harrison, John Paul
15. Medici, Nelson
16. Jaikin, Axel
17. Romero, Viviano
18. Chames, Julián
19. Fernandez Castiñeiras, Rodrigo
20. Alzate Velasquez, Juan
21. Anzevino, Ignacio
22. Álvarez, Gonzalo
23. Kritzer, Alan
24. Lescano, Nicolas
25. Fernández Castiñeiras, German
26. Sánchez Juárez, Sebastián
27. Navarro, Alejo
28. Garcia Tuñon, Nicolas

2016
Franquicias
1. Ferrerira, Jacinto
2. Orellano, Xavier
3. Rozenblum, Ilai
4. Jerico, Ezequiel
5. Albornoz, Maximiliano
6. Rodriguez, Carlos
7. Skovgaard, Owen
8. Failo, Joaquín
9. Iriarte, Mathias
10. Ducescci, Hernán
11. Claros, Boris
12. Ray, Taylor

Draft
1. Bienaime, Lucas
2. Seijas, Manuel
3. Rotela, Kevin
4. Montenegro, Nicolas

Plantel
1. Bonomo, Alejandro
2. Ferreira, Jacinto
3. Córdoba, Alejo Nicolas
4. Lettieri, Luciano
5. Rodriguez, Carlos
6. Orellano, Xavier
7. Fittipaldi, Patricio
8. Bienaime, Lucas
9. Skovgaard, Owen
10. Caferatta, Nicolás
11. Grois, Tomas
12. Flores Goulart, Darwin
13. Pellechia, Franco Martín
14. Jerico, Ezequiel
15. Failo, Joaquín
16. Albornoz, Maximiliano
17. Seijas, Manuel
18. Romero, Viviano
19. Iriarte, Mathias
20. Ducescci, Hernán
21. Fernandez Castiñeiras, German
22. Rozemblum, Ilai
23. Álvarez, Gonzalo
24. Montenegro, Nicolás
25. Kritzer, Alan
26. Claros, Boris
27. Taylor, Ray
28. Rotela, Kevin
29. Navarro, Alejo
30. Garcia Tuñon, Nicolas

2017
Franquicias
1. Calvagno, Juan Martin
2. Terreni, Carlos
3. Terreni, Federico
4. Montiel, Walter
5. Burnett, Aaron

Draft
1. Peralta Martinez, Fermin

Plantel
1. Bonomo, Alejandro
2. Ferreira, Jacinto
3. Lettieri, Luciano
4. Peralta Martinez, Fermin
5. Orellano, Xavier
6. Rozemblum, Ilai
7. Grois, Tomas
8. Sesto, Juan Manuel
9. Caferatta, Nicolás
10. Terreni, Carlos
11. Flores Goulart, Darwin
12. Pellechia, Franco Martín
13. Lande, Dan
14. Bienaime, Lucas
15. Terreni, Federico
16. Medici, Nelson
17. Montenegro, Nicolás
18. Alzate Velasquez, Juan
19. Montiel, Walter
20. Burnett, Aaron
21. Kritzer, Alan
22. Córdoba, Alejo Nicolas
23. Seijas, Manuel
24. Calvagno, Juan Martin
25. Albornoz, Maximiliano
26. Fernandes, German
27. Rotela, Kevin
28. Navarro, Alejo

2018
Franquicias
1. Pasto Caicedo, Jefferson
2. Diaz Romero, Agustín
3. Alonso, Juan Martin
4. Rago, Ivan

Draft
1. Tamayo Saavedra, Daniel
2. Zajdman, Tomas Enzo

Plantel
1. Lettieri, Luciano
2. Pasto Caicedo, Jefferson
3. Alonso, Juan Martin
4. Rago, Ivan
5. Tamayo Saavedra, Daniel
6. Zajdman, Tomas Enzo
7. Peralta Martinez, Fermin
8. Orellano, Xavier
9. Rozemblum, Ilai
10. Grois, Tomas
11. Sesto, Juan Manuel
12. Caferatta, Nicolás
13. Terreni, Carlos
14. Flores Goulart, Darwin
15. Pellechia, Franco Martín
16. Lande, Dan
17. Nuñez Videla, Diego
18. Terreni, Federico
19. Montenegro, Nicolás
20. Alzate Velasquez, Juan
21. Montiel, Walter
22. Córdoba, Alejo Nicolas
23. Seijas, Manuel
24. Calvagno, Juan Martin
25. Fernandes, German
26. Rotela, Kevin
27. Golberg, Kevin

## Roster Actual
06  Lettieri, Luciano
09  Pasto Caicedo, Jefferson
12  Peralta Martinez, Fermin
14  Tamayo Saavedra, Daniel
18  Nuñez Videla, Diego
19  Rozenblum, Ilai
20  Grois, Tomas
21  Sesto, Juan Manuel
22  Caferatta, Nicolás
24  Terreni, Carlos
27  Flores Goulart, Darwin
28  Pellechia, Franco Martín
30  Lande, Dan
36  Terreni, Federico
44  Alonso, Juan Martin
50  Rago, Ivan
58  Montenegro, Nicolás
66  Alzate Velasquez, Juan
71  Montiel, Walter
84  Córdoba, Alejo Nicolás
86  Seijas, Manuel
87  Calvagno, Juan Martín
88  Golberg, Kevin
90  Fernandez, Germán
91  Zajdman, Tomas Enzo
93  Orellano, Xavier
94  Rotela, Kevin Damián